# Joseph Conrad Chamberlin
Pour les articles homonymes, voir Joseph Conrad (homonymie) et Chamberlin.
Joseph Conrad Chamberlin est un arachnologiste américain, né le 23 décembre 1898 à Salt Lake City et mort le 17 juillet 1962 à Hillsboro. Il a étudié surtout des pseudoscorpions, onze espèces ont été appelées en son honneur.

## Biographie
Chamberlin est né à Salt Lake City, Utah, en 1898 de Ole Chamberlain et de Mary Ethel. Ses parents descendent des premières familles de pionniers mormons et il est leur premier enfant. Le père de Joseph est mort en 1911, en laissant la famille de quatre enfants près de la pauvreté. Après un an de collège, il quitte l'école en 1914 pour travailler pour soutenir la famille. En octobre de 1918, Joseph intègre l'Armée américaine, mais tombe malade avec la pandémie de grippe espagnole et n'a jamais servi dans la Première Guerre mondiale.
Après son rétablissement, Chamberlin commence le collège à l'université d'Utah quand le Congrès a alloué le financement pour les vétérans. À l'origine un programme d'année, le Congrès l'a développé pour couvrir quatre ans d'école et Chamberlin est transféré à l'université Stanford après être recommandé par son oncle Ralph Vary Chamberlin de changer pour cette école. Il a été accepté comme un cas spécial et étudie l’entomologie dans le Département de Zoologie. Son tuteur à l'université Stanford était Gordon Floyd Ferris, dans le monde entier réputé pour être l'entomologiste à cette époque.
Il obtient son Bachelor of Arts en 1923 et son Master of Arts en 1924 à l’université Stanford. Il est assistant entomologiste à la station expérimentale de Californie de 1924 à 1926. Il enseigne l’histoire naturelle à l’école normale de San Jose en 1926.
Joseph Conrad commence à enseigner au collège de l'université d'État de San Jose avant le fait de gagner un doctorat de Stanford en 1929. Cette année il commence à travailler pour le Département Américain d'Agriculture, d'abord à Idaho jusqu'à 1935. En 1935, il part à Modesto, Californie. À Oregon, à partir de 1936 à 1939 il travaille sur une station de terrain dans Corvallis. En 1939, Chamberlin s’en va à Forest Grove, Oregon, où il est resté jusqu'à 1961. Il est mort le 17 juillet 1962 à Hillsboro. Son oncle est l'entomologiste et arachnologiste Ralph Vary Chamberlin (1879-1967).